# 渡部大稀
渡部 大稀（わたべ ひろき、1997年2月11日 - ）は、日本の俳優。福島県出身。

## 略歴
- 2016年よりSun Gnome（サンノーム）に所属。

- 2017年12月に舞台「妬灯恋話～やっとれんわ～」守之崎一平役にて初主演。

- 2018年6月 - 上演中のサンリオピューロランド内ミュージカル「MEMORY BOYS～想い出を売る店～」チームアレグロ ノクターン役にて初代メンバーに選ばれる。

- 2018年12月より渡部大稀オフィシャルニコ生「渡部屋」発足。
- 2024年2月29日をもってSun Gnome（サンノーム）を退所。フリーランスでの活動継続を発表。

- 代表的な出演作品は

サンリオピューロランド内ミュージカル「MEMORY BOYS～想い出を売る店～」初代チームアレグロ ノクターン役
「舞台 identityV 第五人格」泣き虫／ロビー・ホワイト役
「演戯 ヴィジュアルプリズン -月世饗宴-」ジャック・ムートン役
「ソードアート・オンライン-DIVE TO STAGE-」ダッカー 役
など。

## 人物
- 2人兄弟の長男として生まれる（弟は12歳下）

- 特技 - 野球・ダンス・殺陣・アクロバット

- 趣味 - 寝ること（基本12時間は寝たい）・歩くこと（新宿 - お台場まで歩いた経験がある）

- 尊敬している人物：窪田正孝
- ファンネームは渡民

## 出演
太字は主演。

### テレビ
- ミステリースペシャル「森村誠一の棟居刑事10」（2017年9月、テレビ朝日）夏沢裕樹 役
- 「先に生まれただけの僕」（2017年10月14日 - 12月16日、日本テレビ）3年1組 浦田達郎 役
- NHK大河ファンタジードラマ「精霊の守り人 最終章」（2017年11月25日 - 2018年1月27日、NHK）コドモ 役
- 「花のち晴れ〜花男 Next Season〜」（2018年4月17日 - 6月26日、TBS）
- 「救出劇」（2021年5月26日 - 6月30日、TOKYO MX）杉崎遼輔 役
- この動画は再生されません2  (2023年9月12日、テレビ神奈川) 第2話 ソルト 役
- ソロ活女子のススメ4 （2024年4月25日、テレビ東京）第4話 新入社員 役

### 映画
- 「帝一の國」（2017年4月29日、東宝）
- 「ちょっと待て野球部」（2018年1月27日、東映）
- 「春待つ僕ら」（2018年12月14日、ワーナー・ブラザース映画）
- 「カラス鳩」烏間凌 役
- 「鎮魂歌～現代怪奇百物語 伍之章～」（2024年7月12日、ミカタ・エンタテインメント）木塚鉄平 役
- 「幾つになっても」兎角真白 役
- 百奇夜噺 裏「電話のあいて」達也 役

### YouTubeドラマ
- 「『∞』～8つ目の大罪～」市村聡 役
- YouTube背神ドラマ「ネット怪談×百物語シーズン7」力二 役

### 舞台
- 「アルカナ・ファミリア 2-23枚目のタロッコ-」（2016年9月7日 - 9月11日、シアターサンモール）ピノ 役
- 「MARKER LIGHT-BLUE Deeper」（2017年5月3日 -5月7日、シアターサンモール）ロロ 役
- 「妬灯恋話～やっとれんわ～」（2017年12月22日 - 12月24日、日暮里d-倉庫）守之崎一平 役（W主演）
- 「スターダスト・インフェルノ～Record of farthest～」（2018年5月2日 - 5月6日、大塚萬劇場）カイ 役
- サンリオピューロランド内ミュージカル「MEMORY BOYS〜想い出を売る店〜」（2018年6月 - 12月、フェアリーランドシアター）初代チームアレグロ ノクターン 役
- 「ガラスの仮面・愛のメソッド2019」（2019年3月14日 - 3月24日、シアターグリーンBASE THEATER）水無月あきら 役
- 「真・YOSHITSUNE」（2019年4月24日 - 4月28日、CBGKシブゲキ!!）平知章 役
- 「チェンジオブワールド」上野悠斗 役
  - 「チェンジオブワールド2019」（2019年6月25日 - 6月30日、シアターグリーンBOX in BOX）
  - 「チェンジオブワールド2020」（2020年3月6日 - 3月15日、シアターグリーンBOX in BOX）
- 「デストルドー9」澤山要 役
  - 「デストルドー9」（2019年9月19日 - 9月23日、座・高円寺2）
  - 「デストルドー9」（2022年9月22日 - 9月25日、IMAホール）
- 「PLAY JOURNEY！（アジア篇）」（2019年9月24日 - 9月30日、WISE OWL HOSTELS TOKYO）須田誠 役
- 「identityV 第五人格」泣き虫／ロビー・ホワイト 役
  - Episode 1『What to draw』（2019年11月29日 - 12月8日、サンシャイン劇場）
  - Episode 3『Cry for the moon』（2020年9月10日 - 18日、TACHIKAWA STAGE GARDEN）
  - 「identityV STAGE」ファンイベント「第五舞台大感謝祭」（2020年11月19日 - 20日、舞浜アンフィシアター）
  - Episode 2『Double Down』（2021年3月24日 - 4月1日、TACHIKAWA STAGE GARDEN）
  - 「identityV〜夜の遊園地からの脱出〜」(2023年9月30日 - 10月14日 、西武園ゆうえんち)
  - Episode 4『Phantom of The Monochrome』（2024年5月30日 - 6月2日、IMMシアター、2024年6月6日 - 6月9日、ヒューリックホール東京）
  - X'mas Fan Meeting＆秋季IJLプレイオフ『Merry V Christmas～星降る夜の贈り物～』(2023年12月22日 - 24日、ベルサール高田馬場)
  - 第五人格6周年 オフラインイベント『謎めいた図書館の狂詩曲』&2024夏季IJL決勝戦(2024年7月20日 - 21日、幕張メッセ)
  - 「identityV STAGE」ファンイベント「第五舞台大感謝祭2025～サバイバー&ハンター大集合!!～」（2025年4月13日、サンシャイン劇場）日替わりゲスト出演
- 「DOUBT-真実と虚構-」（2019年12月17日 - 12月24日、日暮里d-倉庫）文岡辰巳 役
- 「帝都メルヒェン探偵録 ～幽霊屋敷のブレーメン～」（2020年1月29日 - 2月2日、シアターグリーンBIG TREE THEATER）小野カホル 役（W主演）
- 「真・白キ肌ノケモノ」（2020年4月10日 - 4月19日、シアターグリーンBIG TREE THEATER）蜈蚣 役
- 「青春歌闘劇バトリズムステージ」キチ 役
  - 「青春歌闘劇バトリズムステージ INITIO」（2021年1月27日 - 1月31日、草月ホール）
  - 「青春歌闘劇バトリズムステージ The LIVE」（2022年1月3日、ヒューリックホール東京）
- 「狂人のつぶやき」（2021年4月13日 - 4月18日、シアターグリーンBOX in BOX）村山忠 役[2][3]
- 咲年花劇「春よ、強く美しく」（2021年5月12日 - 5月16日、六行会ホール）不忘草馬 役
- 「フリーカル『YAhHoo!!!!』2021」（2021年6月4日 - 6月6日、シアターサンモール / 6月12日 - 6月13日、いわきPIT）ブルースター 役
- 「いざ、生徒総会」（2021年9月28日 - 10月3日、日暮里d-倉庫）渡部大稀 役
- 演戯「ヴィジュアルプリズン」-月世饗宴- （2022年4月9日 - 4月17日、天王洲 銀河劇場）ジャック・ムートン 役[4]
- 「星屑の王」（2022年7月20日 - 7月24日、六行会ホール）ホアン 役
- 「ソードアート・オンライン-DIVE TO STAGE-」（2022年11月8日 - 11月13日、国際フォーラム）ダッカー 役
- 「配役のテーゼ」（2023年4月12日 - 4月16日、シアターグリーンBASE THEATER）シュウ 役
- 朗読劇「二階堂優の事件簿～プロクルステスの寝台～」（2023年4月26日 - 4月29日、大塚萬劇場）澤山要 役
- 「不器用な俺らの鼓動」（2023年5月4日、新宿コフレリオシアター）日替わりゲスト出演 幸太 役
- 朗読劇「スターマイン～氷鈴工業高校編～」（2023年8月5日 - 8月6日、こった創作空間）冴島発樹 役
- 「幕末維新伝～誠の戦友～」（2024年8月15日 - 8月17日、武蔵野芸能劇場）藤堂平助 役
- 「劇団オモテナシ 令和7年 春」（2025年5月8日 - 5月18日、CBGKシブゲキ!!）皐月組 ダテン 役

### イベント
- 「iNFiNiTy～joint square～vol.13」（ユニット出演／RE:End）
- 「サンノームCAFE vol.2」
- 第22回「沖直実のいい男祭り！　秋の陣」ネクストブレイクコーナー
- 「サン兄弟、平成最後の年末スペシャルイベント」
- 「サトライブ」シークレットゲスト
- 「渡部大稀とちょっと遅めのバレンタイン～ついでに生誕やるってよ。～」
- 写真展「Actors／SPRING」サイン会&トークショー
- 「サンノーム・サン兄弟と行く！日帰り牧場ファンツアー」
- 「赤坂きらめき学園」
- 「チェンジオブワールド2019」感謝祭
- RaBO produce vol.18

「胸キュン選手権6th～最強の男は誰だ！壮絶胸キュンバトル!!キュンメンNo.1決定戦～」
- 「真・YOSHITSUNE」DVD発売イベント 第三部 ゲスト出演
- 「MEMORY BOYS～想い出を売る店～」1st Anniversary Event
- 「+Something byA3」特別ポストカードお渡し会&ハイタッチ会
- 渡部大稀 BIRTHDAY SPECIAL EVENT 2020
- 渡部屋出張オンライントークイベント
- オンライン朗読劇『握れなかったアナタの手』
- 吉澤翼オンラインバースデーイベント 第二部 ゲスト出演
- クリスマスイベント2020～｢愛メソ2019｣出演者一部集結!～
- 渡部大稀BirthdayEvent
- 梅津大輝バースデーイベント 第三部 ゲスト出演
- Sun Gnome “Xmas Special Event”~復讐のシーズンロス~ サマー役
- X'mas Special トークイベント~俳優魂~
- 「デストルドー9」アフターイベント

（2022年10月8日、座・高円寺2）
- 磯野大バースデーイベント 第二部 ゲスト出演
- 主演映画「カラス鳩」上映会
- 映画「鎮魂歌～現代怪奇百物語 伍之章～」プレミアム試写会

（2023年7月1日、渋谷ユーロライブ）
- 渡部大稀バースデーイベント 1日店長
- BAlliSTA & RMY STAGE合同企画イベント ハロウィンスペシャル
- 主演映画「幾つになっても」上映会
- 映画「鎮魂歌～現代怪奇百物語 伍之章～」舞台挨拶

（2024年7月13日、池袋HUMAXシネマズ）
- 朗読劇 二階堂優の事件簿 2024 SUMMERイベント 犯人たちの前夜祭

(2024年8月2日、中野HOPE)
- 舞台アフターイベント 新撰組「幕末維新伝～誠の戦友～」
- 魅せろ、役者魂🔥イケメン俳優 三つ巴大運動会！

（2024年9月9日 - 10月9日）後半戦 TIGER TEAM🐯
- 百奇夜噺 裏 渋谷上映会

（2024年10月6日、渋谷ユーロライブ）
- にがつうまれのばーすでーいべんと

### 配信番組
- ニコニコ生放送「渡部屋」 不定期放送中
- LINE LIVE「Mission in B.A.C」
- 笹森裕貴 の『ささスタ』ゲスト出演
- 渋谷クロスFMにょすらじ！ ゲスト出演

### その他
- サンノーム写真展「Actors／SPRING」
- 全国美男子行脚（電子書籍・渡部大稀初単独写真集）
- アニメージュ5月号（第五人格）
- TVガイド6/4号（救出劇）